# Pseudomesochra perplexa
Pseudomesochra perplexa is een eenoogkreeftjessoort uit de familie van de Pseudotachidiidae. De wetenschappelijke naam van de soort is voor het eerst geldig gepubliceerd in 1968 door Bodin.